# Dâlja Mică, Hunedoara
Dâlja Mică este o localitate componentă a municipiului Petroșani din județul Hunedoara, Transilvania, România.

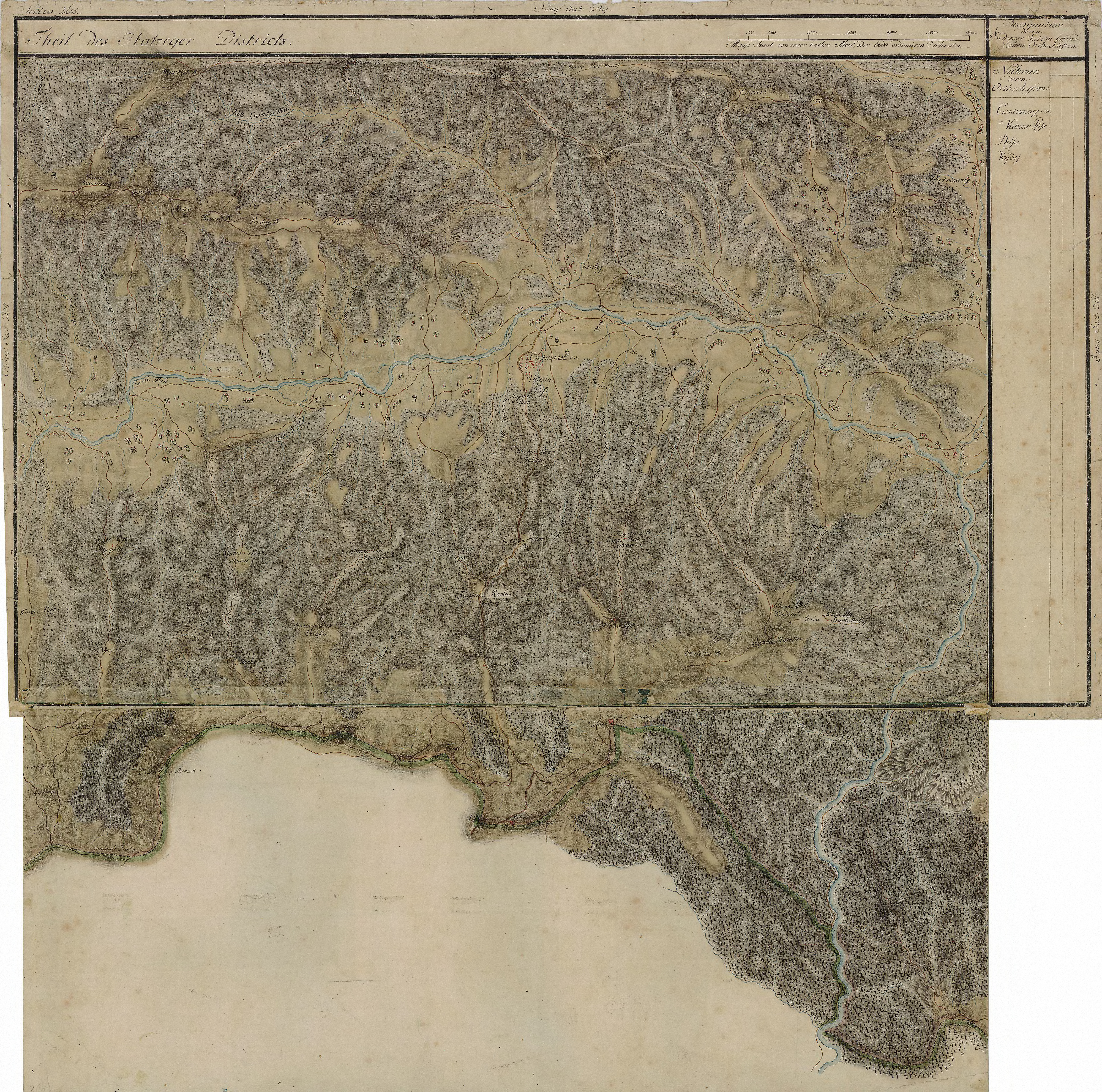
Dâlja Mică în Harta Iosefină a Transilvaniei, 1769-1773